# Daniel Engelke
Claes Daniel Engelke, född 23 augusti 1850 i Halmstad, död 26 oktober 1930 i Norrköping, var en svensk industriman.
Daniel Engelke var son till tullförvaltaren Claes Engelke och yngre bror till Fredrik Engelke. Han gick i skola i Karlshamn och bedrev därefter språk- och handelsstudier i Lybeck innan han 1867 blev bokhållare hos sin farbror Otto Engelke i Norrköping. Daniel Engelke var därefter anställd vid kontor i Bremen och London 1872-1874. 1874-1878 var han kontorschef hos Norrköpings Bomullsväfveri och blev därefter 1878 VD och ordförande i bolagets styrelse. Engelke var även ledamot av Norrköpings stadsfullmäktige 1879-1904, ledamot av dess beredningsutskott, ledamot av drätselkammaren 1886-1910 samt ledamot av 25-mannastyrelsen för Norrköpings sparbank 1879-1893 och styrelsens vice ordförande 1880-1886. Han var även ledamot av centralstyrelsen för Norrköpings enskilda bank och dess vice ordförande 1898 och ordförande 1918-1925, ordförande i styrelsen för Norrköpings Tidningar, ledamot av styrelsen för Tekniska elementarskolan i Norrköping 1898, ordförande i styrelsen för Norrköpings utskänknings AB, ledamot i styrelsen för Städernas allmänna brandstodsbolag 1902 samt ledamot av överstyrelsen för Svenska livförsäkringsanstalten Trygg i Stockholm 1912.
Engelke blev 1896 riddare och 1925 kommendör av andra klass av Vasaorden.